# Felsőmocsolád
Felsőmocsolád is een plaats (község) en gemeente in het Hongaarse comitaat Somogy. Felsőmocsolád telt 301 inwoners (2023).

## Locatie
Het langgerekte dorp ligt ongeveer 25 kilometer noordelijk van Kaposvár en 6 kilometer van Mernye. Het kan worden beschouwd als een kleine nederzetting, en kan alleen over de weg worden bereikt vanaf hoofdweg 67 (of vanaf weg 6714) via de zijweg 65 109 die naar het oosten afbuigt in het centrum van Mernyeszentmiklós. Het naburige dorp in het zuidoosten, Ecseny, kan worden bereikt via zijweg nummer 65 128, die aftakt vanuit het dorp. Het dorp kan worden bereikt per trein en bus.

## Geschiedenis
Felsőmocsolád (Mocsolád) is een nederzetting uit het Árpád-tijdperk die al vóór de Tataarse invasie bestond.
Zijn naam werd voor het eerst vermeld in 1229 in een certificaat geschreven in de vorm van Muchula. In 1393 verscheen het als Machola en in 1485 als Mochola in de certificaten. In 1229 was het eigendom van het kapittel Székesfehérvár, en in 1483 - 1484 was het eigendom van de familie Csébi Pogány. In 1536 waren de bisschop van Veszprém en László Ellyevölgyi, in 1550 waren Máté Alya en Ferenc Bocskai de landheren. In 1563 werd hij opgenomen in het hoofdbelastingregister van de Turkse schatkist met 10 huizen. In 1573 - 1574 werden er 15 en in 1580 16 huizen geregistreerd. In 1660 was het eigendom van László Pető, daarna volgens de volkstelling van rond 1701 - 1703 van de familie Diskay, en in de jaren 1726 - 1733 was Gergely Vásonyi de verhuurder. Tijdens zijn tijd werd het huidige dorp herbouwd, dat in 1776 eigendom was van Sándor Vásonyi en de weduwe van József, János Boka en István Bódis, en in 1856 door Mihály Kacskovics en de andere erfgenamen van Vásonyi, en vervolgens in het begin van de 20e eeuw door Kacskovics Zoltán. hier een groter landgoed en een oud herenhuis, dat in 1790 werd gebouwd door József Erőss uit Dercsika. Een derde landhuis behoorde toe aan de familie Rendesi Bárány. Aan het begin van de 20e eeuw behoorde het tot het district Igali van de provincie Somogy. In 1910 waren van de 1.079 inwoners 1.073 Hongaars en 6 Duits. Hiervan waren er 455 rooms-katholiek, 539 gereformeerd en 70 luthers. Het dorp omvatte ook: Kisbaba-puszta, Mihály-major en Sándor-puszta.

## Eigendomsgeschiedenis
In 1229 behoorde het tot de bezittingen van het kapittel Székesfehérvár. In de 15e eeuw was het eigendom van adellijke families: in 1446 de families Gombos, Kalmár en Nagy, na 1470 de familie Markos en in 1487 de families Vas met de achternaam Babai.
In de 18e eeuw en het begin van de 19e eeuw behoorde het toe aan de familie Lengyel, in 1856 behoorde Nagybaba tot de familie Graaf Zichy en Kisbaba aan de familie Erős.

## Burgemeesters
- 1990–1994: Lajos Csernyák ( ASZ )
- 1994–1998: Lajos Csernyák (onafhankelijk)
- 1998-2002: Lajos Csernyák (onafhankelijk)
- 2002-2006: Lajos Csernyák (onafhankelijk)
- 2006–2010: László Zvekán (onafhankelijk)
- 2010–2014: Szilvia Vogl ( Fidesz - KDNP )
- 2014–2019: Tamás Mocsai (onafhankelijk)
- Vanaf 2019: Tamás Mocsai (onafhankelijk)

## Bevolking
Veranderingen in de bevolking van de nederzetting:
Bevolkingstrends tussen 2013 en 2023
| Aantal inwoners | 399  | 398  | 391  | 289  | 311  | 301  |
|                 | 2013 | 2014 | 2015 | 2021 | 2022 | 2023 |

Gegevens: Wikidata
Tijdens de volkstelling van 2011 identificeerde 91,5% van de inwoners zichzelf als Hongaars, 2,6% als zigeuner, 4,1% als Duitser en 0,5% als Kroatisch (6,7% gaf geen aangifte; vanwege dubbele identiteiten kan het totaal hoger zijn: 100). %). De religieuze verdeling was als volgt: rooms-katholiek 42,2%, gereformeerd 22,4%, luthers 4,6%, geen kerkgenootschap 12,6% (15,2% verklaarde niet).

## Oriëntatiepunten
- Kasteel Kacskovics–Bánó - Kasteelhotel Bánó
- Pongrácz-herenhuis
- De oude lindeboom (volgens sommige schattingen kan hij wel 400 jaar oud zijn), die in 2012 werd verkozen tot Europese boom van het jaar
- Lucai-beuk
- Gereformeerde Kerk
- Sterk herenhuis, tegenwoordig een rooms-katholieke kerk

## Afbeeldingen

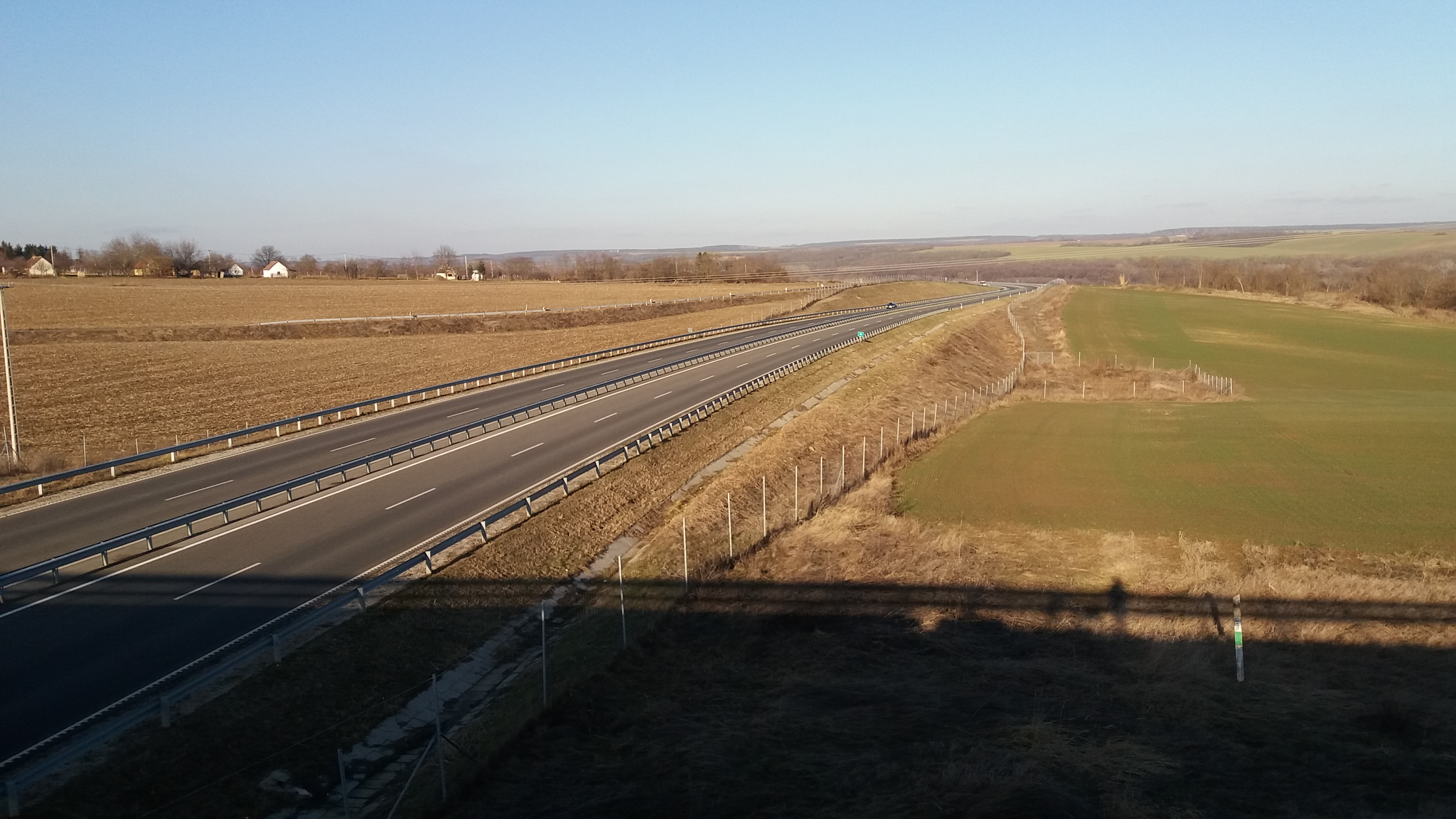